# Petán Trujillo
José Arismendy „Petán“ Trujillo Molina (* 4. Oktober 1895; † 6. Mai 1969) war ein dominicanischer General und Rundfunkdirektor.
Petán Trujillo war ein Bruder des dominicanischen Diktators Rafael Leónidas Trujillo Molina. 1943 gründete er in Bonao als eine der ersten in Lateinamerika die Rundfunkstation La Voz de Yuna. 1947 zog der Sender nach Santo Domingo um. Er wurde zu einem Fernsehsender ausgebaut, der 1952 als sein erstes Programm die humoristische Sendung Romance Campesino übertrug. 1953 wurde der Rundfunk- und Fernsehsender in La Voz Dominicana umbenannt.
Das Wirken des Generals Trujillo, der nie eine wirkliche militärische Funktion innehatte, war von zahllosen Skandalen begleitet. Es wurden ihm sexuelle Gewalt, Erpressung und Landraub vorgeworfen. Er habe in Molina in der Manier von Feudalherren agiert und Selbstjustiz ausgeübt. Nach der Entmachtung des Trujillo-Clans wurde La Voz Dominicana 1962 konfisziert und in Staatseigentum überführt.